# مو (جنبش)
MOVE (به معنی حرکت) یک گروه آزادی سیاه‌پوستان است که در سال ۱۹۷۲ در فیلادلفیا، پنسیلوانیا توسط جان افریکا (با نام اصلی وینسنت لیپارت) و دونالد گلاسسی، کارمند اجتماعی از دانشگاه پنسیلوانیا، تأسیس شد. این عنوان یک مخفف نیست. این گروه در محیطی محلی در غرب فیلادلفیا زندگی می‌کرد و از فلسفه‌های آنارکوپوالیتیویسم پیروی می‌کردند. این گروه ایدئولوژی‌های انقلابی، شبیه به حزب پلنگ سیاه، را با تلاش برای حقوق حیوانات ترکیب کرد.
«مو» به ویژه برای دو درگیری عمده با اداره پلیس فیلادلفیا شناخته می‌شود. در سال ۱۹۷۸ یک تظاهرات اعتراضی به درگیری و مرگ یکی از افسران پلیس، صدمات وارده به چندین نفر دیگر و حبس ابد برای ۹ عضو محکوم به قتل افسر منجر شد.
در سال ۱۹۸۵، درگیری دیگری اتفاق افتاد و هنگامی که یک هلیکوپتر پلیس یک بمب را در محل جنبش، یک خانه در وسط خیابان اوسیج، انداخت به پایان رسید. در نتیجه آتش‌سوزی ۱۱ تن از اعضای MOVE شامل ۵ کودک و ۶۵ خانه در محله را نابود کرد. پس از آن بازماندگان یک شکایت مدنی علیه شهر و اداره پلیس دادند و در سال ۱۹۹۶ به مبلغ ۱٫۵ میلیون دلار دریافت کردند.